# Caligny
Caligny är en kommun i departementet Orne i regionen Normandie i nordvästra Frankrike. Kommunen ligger i kantonen Flers-Nord som tillhör arrondissementet Argentan. År 2022 hade Caligny 845 invånare.

## Befolkningsutveckling
Antalet invånare i kommunen Caligny
| Referens: INSEE |